# Banned in the U.S.A.
Banned in the U.S.A. é o quarto álbum de estúdio do grupo americano 2 Live Crew. Foi originalmente creditado como um álbum solo de Luke. O álbum inclui os sucessos "Do the Bart" e a faixa título. Foi também o primeiro álbum a carregar o adesivo da RIAA com o aviso Parental Advisory.
O nome do título é uma referência à decisão em um processo judicial que o seu álbum As Nasty As They Wanna Be foi considerado obsceno (a decisão seria posteriormente anulada em recurso). Bruce Springsteen concedeu ao grupo permissão para samplear sua canção "Born in the U.S.A.".
Descontente com a decisão do governador da Flórida Bob Martinez que, ao ser convidado a examinar o álbum, decidiu que era obsceno e recomendou que as autoridades locais tomassem medidas contra ele e sobre a ação subseqüente do xerife do Condado de Broward, Flórida, Nick Navarro, que prendeu os donos de lojas de discos locais por acusações de obscenidade por vender os álbuns do grupo e a subsequente prisão de membros do grupo por acusações de obscenidade, o grupo incluiu a música "Fuck Martinez", que também inclui múltiplas repetições da frase "fuck Navarro".

## Lista de faixas
1. "Banned in the U.S.A." – 4:24
2. "News Flash—People in the News" – 0:16
3. "Man, Not a Myth" – 3:57
4. "News Flash—350 Men" – 0:25
5. "Fuck Martinez" – 3:55
6. "News Flash—Super Snoop" – 0:10
7. "Strip Club" – 3:17
8. "News Flash—Nation by Storm" – 0:07
9. "Do the Bart" – 4:28
10. "In Color—Men on Records" – 0:39
11. "Face Down, Ass Up" – 3:02
12. "Hey, Jack!" – 0:55
13. "Bass 9-1-7" – 4:42
14. "So Funky" – 4:58
15. "News Flash—Poll Results" – 0:10
16. "Mamolapenga" – 3:02
17. "Video No Soul" – 0:09
18. "I Ain't Bullshittin' Part 2" – 6:42
19. "Commercial—Nasty Motherfuckers" – 0:15
20. "This Is to Luke from the Posse" – 5:15
21. "News Flash—British Youth" – 0:12
22. "Fuck a Gang" – 3:56
23. "Commercial—Inquiring Minds" – 0:07
24. "Arrest in Effect" – 3:25
25. "Mega Mix IV" – 3:31

Havia também fitas VHS e LaserDiscs do grupo discutindo a proibição. O álbum foi brevemente parodiado em um esquete de In Living Color na qual  Campbell, interpretado por David Alan Grier, é desafiado a compor uma canção para crianças. Lutando para fazer uma boa música, ele consegue chegar a composições inofensivas até a última linha em que ele deve rimar a palavra "tucked" (dobrado). O esquete é cortado por um narrador dizendo "A seguinte linha é proibida nos EUA".